# Table basse

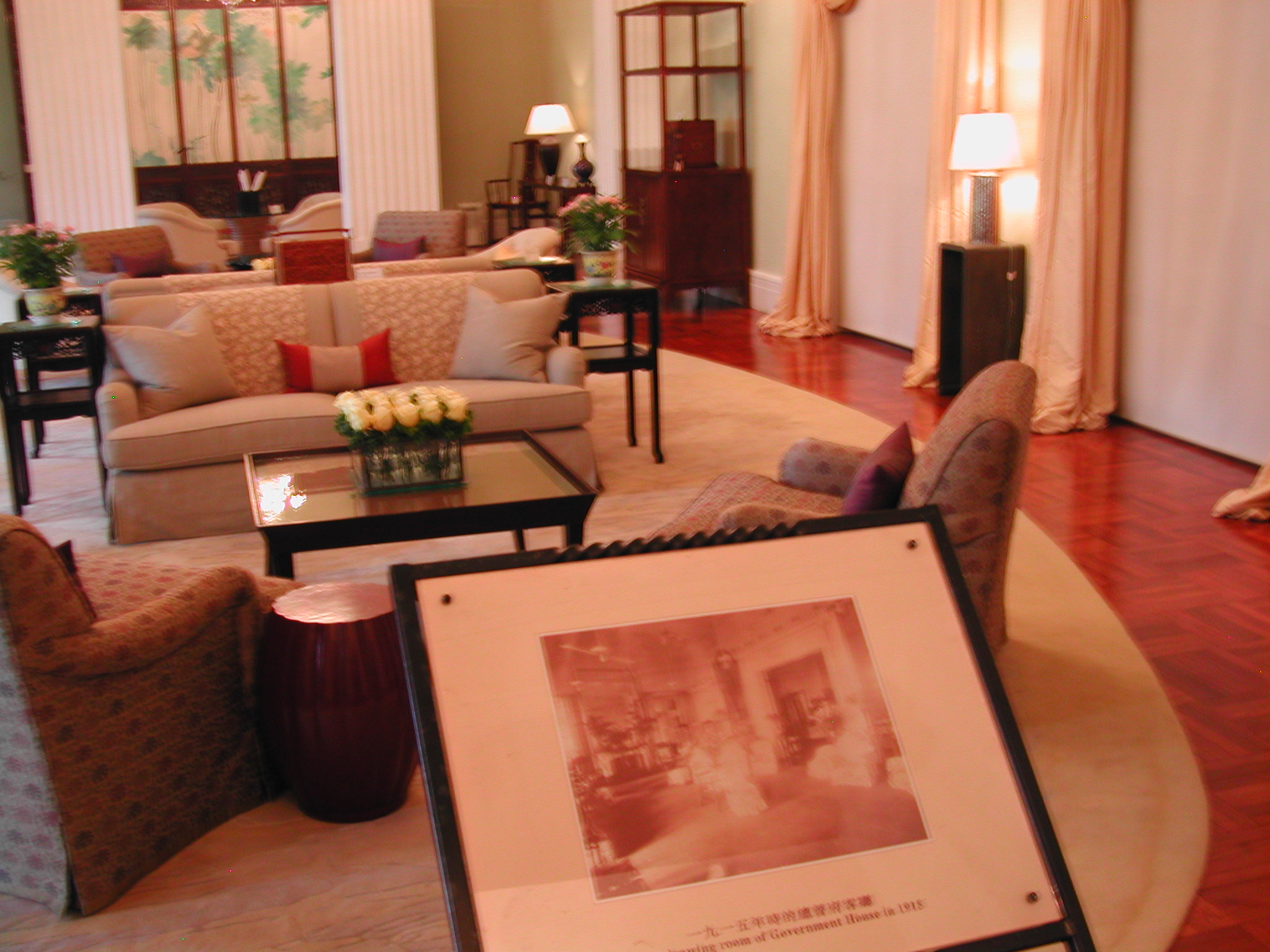
Une table basse encadrée par des canapés et des fauteuils.

Une table basse ou table de salon est un type de table suffisamment basse pour qu'on puisse y accéder tout en restant assis (d'où son nom), et qui est destinée à être placée dans une salle de séjour, à portée des personnes occupant le canapé et les fauteuils, afin qu'elles puissent y déposer ce dont elles ont l'usage lorsqu'elles sont ainsi installées. On y pose essentiellement les boissons qui vont être consommées, des magazines ou des livres, les télécommandes du matériel audio-vidéo, etc.
Une table basse peut être équipée d'espaces de rangement tels que des tiroirs ou des niches.
On en trouve aussi dans les salles d'attente où sont déposés des magazines en libre-service pour patienter durant l'attente, ou encore dans certains cafés et salons de thé.

## Origine
En Europe, les premières tables de ce type qui ont été appelées table de café ("coffee tables") ont été produites en Grande-Bretagne durant la fin de l'ère Victorienne.

## Décoration
En plus de son aspect fonctionnel, une table basse peut aussi accueillir des éléments de décoration, tels que des fleurs ou des bibelots en tous genres.
En particulier, il existe un certain type de livres spécifiquement prévus pour être exposés sur les tables basses. N'étant pas destinés à être transportés, ils sont généralement de grandes dimensions et solidement reliés. Comme leur but est d'être feuilletés superficiellement par les personnes assises autour de la table basse, ils sont principalement visuels, avec de grandes photos et illustrations.

## Matériau
Les premières tables basses britanniques étaient faites de bois. Aujourd'hui, la plupart des tables basses sont constituées de bois et de métal. Il existe tout de même d'autres matériaux exploités dans le cadre de la production d'une table basse. Il y a le verre, la pierre, le marbre, le carton ou même le plastique. Les alliances de matériaux sont généralement les mêmes : bois/métal, pierre/verre, etc.